# 괴팍한 5형제
《괴팍한 5형제》는 대한민국의 JTBC에 2019년 10월 31일부터 2020년 2월 6일까지 방송된 예능 프로그램이다.

## 기획 의도
까다롭고 별난 다섯 명의 출연진이 모여 생활 속 평범하고 다양한 주제에 대해 뭐든지 줄 세우며 논쟁하는 토크 프로그램이다.

## 방송 시간
| 방송 채널 | 방송 기간                         | 방송 시간           | 비고      |
| --------- | --------------------------------- | ------------------- | --------- |
| JTBC      | 2019년 9월 12일                   | 목요일 밤 11시      | 시범 편성 |
| JTBC      | 2019년 10월 31일 ~ 2020년 2월 6일 | 매주 목요일 밤 11시 | 정규 편성 |

## 출연진
- 박준형 - 맏형, 첫째
- 서장훈 - 둘째
- 김종국 - 셋째
- 이진혁 - 넷째
- 부승관 - 막내, 다섯째

### 이전 출연진(파일럿)
- 주우재 - 넷째
- 변백현 - 막내, 다섯째

### 게스트
- 파일럿 - 김소은
- 1회 - 민경훈, 장도연, 강미나 (구구단)
- 2회 - 은혁 (슈퍼주니어), 브라운 아이드 걸스
- 3회 - 황치열, 솔비, 허영지
- 4회 - 박소현, 강승현
- 5회 - 포레스텔라 (조민규, 배두훈, 강형호, 고우림), 우주소녀 (엑시, 보나, 루다, 다영)
- 6회 - 여자친구
- 7회 - 윤보라, 소유
- 8회 - 오마이걸 (효정, 유아, 승희, 비니)
- 9회 - 마흔파이브 (김지호, 박성광, 허경환, 김원효, 박영진)
- 10회 - 레인보우
- 11회 - 라비 (빅스), 돈 스파이크, 뮤지
- 12회 - 토니안, 오스틴강, 홍윤화, 한현민

## 결방
- 2020년 1월 9일, 1월 16일, 1월 23일 편성 관계로 3주 연속 결방되었다.

## 시청률
시청률 조사기관인 TNmS와 닐슨코리아에 따르면 최하위 시청률 0%대를 집계한 것으로 동시간대인 종편 방송사에 보이스퀸, 내일은 미스터트롯, 도시어부 2의 밀려 고전을 면치 못했다.

## 제작진
- 기획 : 김수아
- 연출 : 유기환, 황제민, 황자연, 이은진
- 작가 : 정윤희, 김경미, 임혜련, 손보윤, 김보라, 김현아